# Bomba de insulina

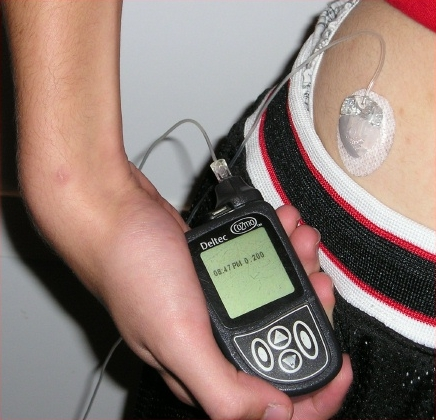
Bomba de insulina con su inyección subcutánea.

Bomba de insulina o bomba de perfusión continua de insulina es un producto sanitario que permite administrar insulina de manera continua al organismo por medio de un catéter.
Su tamaño es similar al de un paquete de tabaco y funcionan normalmente con pilas AA.

## Funcionamiento
La bomba de insulina segrega insulina de manera basal las 24 h del día, pero este tratamiento debe ser reforzado con bolos de insulina cada vez que se coma, de acuerdo con la cantidad de alimento que se va a ingerir.
Las bombas de perfusión actuales incorporan programas que ayudan a calcular el bolo más adecuado en función de la glucemia del momento, los carbohidratos que se van a tomar y considerando los factores personales que el médico asigna a cada usuario.

## Beneficios
- Aporta una mayor autonomía a la persona con diabetes, puesto que no debe estar sujeto a los estrictos horarios a los que se somete con las insulinas cotidianas, sin que por ello se altere su control de glucosa en sangre si este ya es bueno o mejorándolo sensiblemente en el caso de que no sea el óptimo

- Según estudios científicos disminuye hasta en un 70% el riesgo de hipoglucemias.

## Consumibles
Los consumibles que utiliza la bomba de insulina son los siguientes:
- Cartucho de insulina: se debe sustituir una vez agotado, teniendo en cuenta que los fabricantes de insulina recomiendan hacerlo con relativa frecuencia (cada 2 o 3 días)

- Equipo de infusión: tubo de plástico que en su punta tiene una aguja o cánula blanda por donde se introduce la insulina al organismo. Se debe sustituir aproximadamente cada 3 días. Existen diversos tamaños de tubo y cánulas para adaptarse a las características personales de cada usuario.